# Глухий глотальний фрикативний
Глухи́й горта́нний фрикати́вний — приголосний звук, що існує в деяких мовах. У Міжнародному фонетичному алфавіті записується як ⟨h⟩. Твердий приголосний, африкат. Близький до поширеного в українській мові дзвінкого гортанного фрикативного [ɦ] (г)[джерело?].

## Назва
- Глухий гортанний аспірат (англ. voiceless glottal aspirate)
- Глухий гортанний перехідний (англ. voiceless glottal transition)
- Глухий гортанний придиховий (англ. voiceless glottal aspirate)
- Глухий гортанний фрикатив (англ. voiceless glottal fricative)
- Глухий гортанний фрикативний (англ. voiceless glottal fricative)

## Властивості
Властивості глухого гортанного фрикативного:
- Тип фонації — глуха, тобто цей звук вимовляється без вібрації голосових зв'язок.
- Спосіб творення — фрикативний, тобто один артикулятор наближається до іншого, утворюючи вузьку щілину, що спричиняє турбулентність.
- У деяких мовах він має звужену артикуляцію фрикативного приголосного. Проте в багатьох, якщо не більшості це перехідний стан гортані без способу творення, окрім типу фонації. Оскільки перепони для створення тертя в голосовому тракті нема, багато фонетистів більше не вважають h фрикативним. Однак термін «фрикативний» як правило зберігається з історичних причин.
- Він може мати гортанне місце творення. Проте, він може не мати фрикативного творення, тоді термін «гортанний» означає, що він артикулюється голосовою щілиною, але це природа фонації, а не окрема артикуляція. Усі приголосні окрім гортанних і всі голосні мають окреме місце творення разом зі станом гортані. Як з усіма іншими приголосними, оточуючі голосні впливають на вимову [h], і [h] інколи описується як глухий голосний, що має місце творення оточуючих голосних.
- Це ротовий приголосний, тобто повітря виходить крізь рот.
- Оскільки він вимовляється в горлі, без ротового компонента, протиставлення центральний/боковий не стосується цього звука.
- Механізм передачі повітря — егресивний легеневий, тобто під час артикуляції повітря виштовхується крізь голосовий тракт з легенів, а не з гортані, чи з рота.

Хоча [h] описується як глухий голосний, тому що в багатьох мовах він не має місця й способу творення прототипного приголосного, він також не має висоти й ряду прототипного голосного:
|  | [h і ɦ] описуються як глухі, або придихові відповідники голосних, що йдуть за ними [, але] положення мовних органів […] часто просто таке, як в оточуючих звуків. […] Відповідно в таких випадках правильніше вважати h і ɦ сегментами, що мають лише ларингальну специфікацію, і є невизначениним за всіма іншими властивостями. Є інші мови [такі як гебрейська й арабська], у яких відзначається більша визначеність формантних частот звука h, що може означати наявність гортанної перепони пов'язаної з його вимовою.Оригінальний текст (англ.) [[h and ɦ] have been described as voiceless or breathy voiced counterparts of the vowels that follow them [but] the shape of the vocal tract […] is often simply that of the surrounding sounds. […] Accordingly, in such cases it is more appropriate to regard h and ɦ as segments that have only a laryngeal specification, and are unmarked for all other features. There are other languages [such as Hebrew and Arabic] which show a more definite displacement of the formant frequencies for h, suggesting it has a [glottal] constriction associated with its production.] Помилка: [undefined] Помилка: {{Lang}}: немає тексту (допомога): текст вже має курсивний шрифт (допомога) |

## Передача в українській мові
Згідно зі § 122 українського правопису, звук [h] (глухий глотальний фрикативний) переважно передаємо буквою «г», але за традицією в окремих словах, запозичених з європейських та деяких східних мов [h], і фонетично близькі до нього звуки передаємо буквою «х». Слід зауважити, що [h] не є тим самим, що літера h — в різних мовах ця літера може позначати різні звуки, рівно як і цей звук може позначатись іншими літерами.

## Приклади
| Мова                     | Мова                     | Слово           | МФА       | Значення   | Примітки                                                 |
| ------------------------ | ------------------------ | --------------- | --------- | ---------- | -------------------------------------------------------- |
| аварська                 | аварська                 | гьа             | [ha]      | присяга    |                                                          |
| англійська               | англійська               | high            | [haɪ̯]     | високий    | Див. англійська фонетика and H-dropping                  |
| албанська                | албанська                | 'hire           | [hiɾɛ]    | благодаті  |                                                          |
| арабська                 | арабська                 | هائل            | [ˈhaːʔɪl] | численний  | Див. арабська фонетика                                   |
| бенгальська              | бенгальська              | হাওয়া             | [hawa]    | вітер      |                                                          |
| берберська               | берберська               | aherkus         | [ahǝrkus] | черевик    |                                                          |
| валійська                | валійська                | haul            | [ˈhaɨl]   | сонце      | Див. валійська orthography                               |
| в'єтнамська              | в'єтнамська              | hiểu            | [hjew˧˩˧] | розуміти   | Див. в'єтнамська фонетика                                |
| вірменська (східна)      | вірменська (східна)      | հայերեն         | [hɑjɛɾɛn] | вірменин   |                                                          |
| данська                  | данська                  | hus             | [ˈhuːˀs]  | дім        | Вимовляється як /ɦ/ між голосними. Див. данська фонетика |
| гавайська                | гавайська                | haka            | [haka]    | полиця     | Див. гавайська фонетика                                  |
| гебрейська               | гебрейська               | הר              | [haʁ]     | гора       | Див. гебрейська фонетика                                 |
| гінді                    | гінді                    | हम              | [ˈhəm]    | ми         | Див. фонетика гінді                                      |
| голландська (діал.)      | голландська (діал.)      | rood            | [hoːt]    | червоний   | Див. голландська фонетика                                |
| грузинська               | грузинська               | ჰავა            | [hɑvɑ]    | клімат     |                                                          |
| кабардинська             | кабардинська             | тхылъхэ         | [tχɪɬhɑ]  | книги      |                                                          |
| корейська                | корейська                | 호랑이/horang-i | [ho̞ɾɐŋi]  | тирг       | Див. корейська фонетика                                  |
| лезгінська               | лезгінська               | гьек            | [hek]     | клей       |                                                          |
| люксембурзька            | люксембурзька            | hei             | [hɑ̝i̯]     | тут        | Див. люксембурзька фонетика                              |
| німецька                 | німецька                 | Hass            | [has]     | ненависний | Див. німецька фонетика                                   |
| норвезька                | норвезька                | hatt            | [hɑtː]    | шапка      | Див. норвезька фонетика                                  |
| перська                  | перська                  | هفت             | [hæft]    | сім        | Див. перська фонетика                                    |
| португальська (Бразилія) | португальська (Бразилія) | 'marreta        | [maˈhetɐ] | вершляг    | Алофон /ʁ/. Див. португальська фонетика                  |
| румунська                | румунська                | hăţ             | [həts]    | вуздечка   | Див. румунська фонетика                                  |
| сербська                 | сербська                 | хмељ            | [hmê̞ʎ̟]    | хміль      | Алофон /x/. Див. сербська фонетика                       |
| тайська                  | тайська                  | ห้า              | [haː˥˩]   | п'ять      |                                                          |
| турецька                 | турецька                 | halı            | [häˈɫɯ]   | килим      | Див. турецька фонетика                                   |
| угорська                 | угорська                 | helyes          | [hɛjɛʃ]   | праворуч   | Див. угорська фонетика                                   |
| фінська                  | фінська                  | hammas          | [hɑmːɑs]  | зуб        | Див. фінська фонетика                                    |
| чеченська                | чеченська                | хIара           | [hɑrɐ]    | цей        |                                                          |
| шведська                 | шведська                 | hatt            | [ˈhatː]   | шапка      | Див. шведська фонетика                                   |
| японська                 | японська                 | すはだ/suhada   | [su͍hada]  | шкіра      | Див. японська фонетика                                   |